# Grand-Prix-Saison 1925

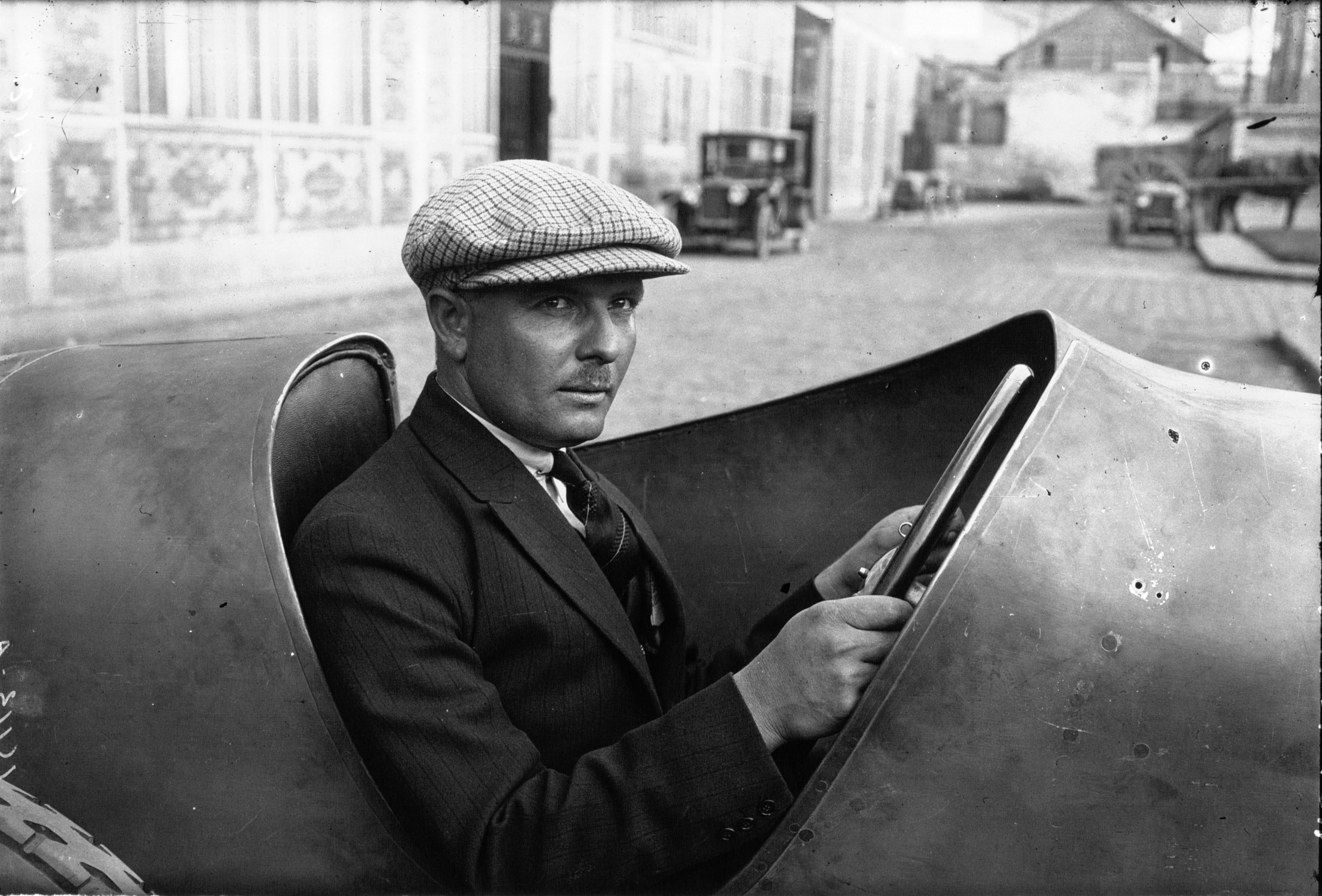
Albert Divo beim Großen Preis von Frankreich im Jahr 1924.

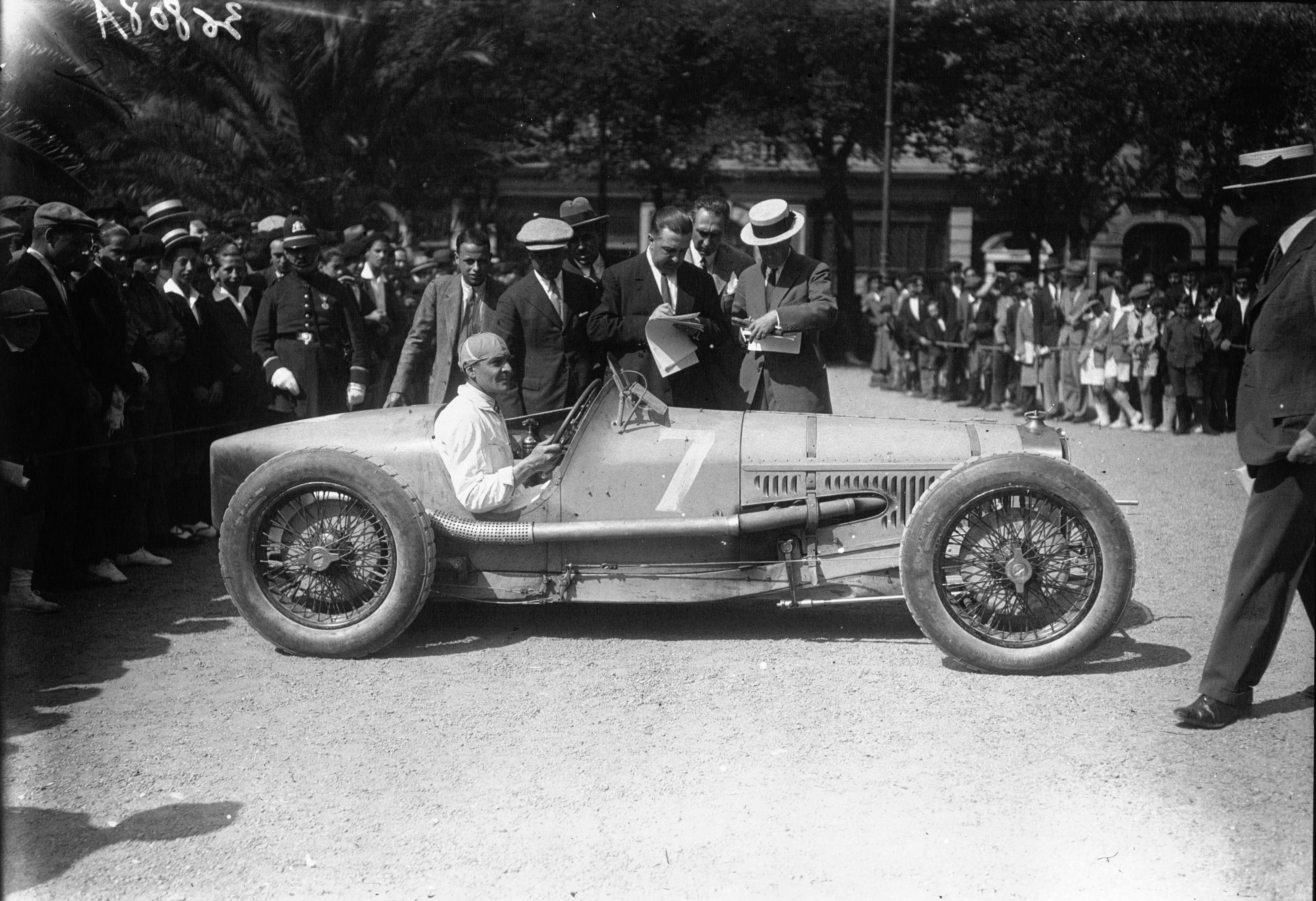
Robert Benoist am Steuer eines Delage Type 15 S 8 beim Großen Preis von San Sebastián 1926.

Für die Grand-Prix-Saison 1925 wurde vom Automobil-Weltverband AIACR zum ersten Mal eine Automobil-Weltmeisterschaft ausgeschrieben, an der sich nur Automobilhersteller beteiligen konnten.
Als Wertungsläufe dienten die vier als Grandes Épreuves eingestuften Hauptrennen des Jahres, das Indianapolis 500 in den USA, der Große Preis von Belgien auf dem Circuit de Spa-Francorchamps, der in diesem Jahr den Ehrentitel Großer Preis von Europa innehatte, der Große Preis von Frankreich, offiziell Grand Prix de l’ACF, auf dem Autodrome de Linas-Montlhéry sowie der Große Preis von Italien auf dem Autodromo di Monza nördlich von Mailand. Aufgrund der Siege bei den Rennen in Belgien und Italien fiel der Weltmeistertitel an die italienische Firma Alfa Romeo.
Daneben wurden – zumeist in Italien – weitere Rennen veranstaltet, darunter insbesondere die Targa Florio auf Sizilien, die Coppa Montenero in Livorno und die Coppa Acerbo in Pescara. Auch der Große Preis von San Sebastián in Spanien war international bedeutend.

## Saisonbeschreibung
Das letzte Jahr der 2-Liter-Formel wurde durch die Einführung der ersten Automobilweltmeisterschaft gekrönt, die der damaligen Philosophie der Grand-Prix-Rennen folgend ein reiner Firmenwettbewerb war. Teilnahmeberechtigt waren somit nur Automobilfirmen mit ihren offiziellen Werksmannschaften, für die Fahrer gab es dagegen keine Wertung. Als WM-Läufe wurden das 500-Meilen-Rennen von Indianapolis, der zum ersten Mal ausgetragene Große Preis von Belgien in Spa-Francorchamps (gleichzeitig auch als Großer Preis von Europa) sowie die Großen Preise von Frankreich auf der neuen Rennstrecke von Linas-Montlhéry und Italien in Monza bestimmt.
Mit der Einbeziehung von Indianapolis in die Weltmeisterschaft musste eine gewisse Angleichung der Rennformeln zwischen Europa und den USA erfolgen. So hatten die Amerikaner zwar ebenfalls ein Hubraumlimit von 2 Litern, seit 1923 waren dort aber Renneinsitzer Monopostos erlaubt. Von der AIACR wurde nun in der Formule Internationale – der Internationalen Grand-Prix-Formel – für 1925 – zunächst probeweise für ein Jahr – ebenfalls der Wegfall von Beifahrern bzw. Mechanikern an Bord der Rennwagen vorgeschrieben. Die Fahrzeuge mussten jedoch weiterhin zweisitzig mit einer Mindestbreite von 80 cm auf Höhe des Cockpits ausgeführt sein. Streng genommen entsprach das Rennen in Indianapolis damit nicht ganz exakt diesen Regeln, weil die amerikanischen Renneinsitzer nicht die Mindestbreite erfüllten, und auch beim vorgeschriebenen Mindestgewicht gab es geringfügige Abweichungen. Da die amerikanischen Rennwagen aber alle über 650 kg lagen und weil ohnehin kein wesentlicher Austausch zwischen den beiden Welten mit ihren jeweils völlig unterschiedlichen Arten von Rennstrecken zu erwarten war, nahm die AIACR diesen Umstand jedoch nicht ganz so ernst, um durch das Rennen in Übersee den Charakter einer echten Weltmeisterschaft zu bewahren. Dagegen blieben deutsche Firmen – insbesondere natürlich die DMG – von der Teilnahme an der WM ausgeschlossen, weil das Land erst im Verlauf des Jahres wieder als Vollmitglied in die AIACR aufgenommen wurde. Zwar waren deutsche Wagen schon 1923 und 1924 beim Großen Preis von Italien zugelassen worden, sowohl in Belgien als auch in Frankreich standen die nationalen Automobilclubs der Teilnahme deutscher Wagen an ihren Grands Prix aber weiterhin ablehnend gegenüber.
Für die Wertung zur Titelvergabe wurde ein aus heutiger Sicht recht undurchsichtiges und unglückliches Punktesystem mit einer Kombination aus Pflichtrennen und Streichresultaten ausgewählt, bei dem der Sieger eines Rennens einen Punkt, der Zweitplatzierte zwei Punkte und der Dritte drei Punkte erhielt. Allen übrigen Teilnehmern, die das Ziel erreichten, wurden vier Punkte gutgeschrieben, Ausfälle wurden mit fünf Punkten und ausgelassene Rennen mit sechs Punkten gewertet. Dabei zählte jeweils nur die beste Platzierung eines Rennwagens einer Marke. Weltmeister war am Ende dasjenige Team, das in der Addition der drei besten Ergebnisse der Saison die wenigsten Punkte hatte, wobei allerdings sowohl die Teilnahme am Großen Preis von Italien – der Italienische Automobilclub RACI war die treibende Kraft bei der Einführung der WM gewesen – als auch beim jeweiligen Heimrennen eines Herstellers verpflichtend war.
Praktisch alle Teams traten mit verbesserten Vorjahreswagen an. Alfa Romeo hatte das 1924er Erfolgsmodell Alfa Romeo P2 weiter verbessert und die Leistung des kompressorgeladenen Reihenachtzylinders durch den Einbau eines zweiten Vergasers von 140 auf 155 PS noch einmal deutlich gesteigert. Stammfahrer waren erneut Antonio Ascari und Giuseppe Campari, dazu kamen nun noch der Italiener Gastone Brilli-Peri sowie als Ersatz für den im französischen Grand Prix tödlich verunglückten Ascari der US-Amerikaner Peter DePaolo. Stärkster Gegner der Italiener war erneut Delage, wo Chefkonstrukteur Louis Planchon nun endlich auch der Notwendigkeit nachgegeben hatte und zusammen mit Albert Lory den Delage Type 2 LCV-Zwölfzylinder im Verlauf der Saison nun ebenfalls mit einem Roots-Gebläse ausstattete. Mit über 180 PS bei 7.000 Umdrehungen wurden auf diese Weise für die damalige Zeit sensationelle Werte erreicht. Trotz des ebenfalls überarbeiteten Chassis hatten die Fahrer René Thomas, Albert Divo, Louis Wagner, Robert Benoist und Paul Torchy aber Probleme mit der Zuverlässigkeit, sowie damit, diese Motorleistung auch auf die Straße zu bringen. Bei Sunbeam schließlich mussten sich Henry Segrave, Giulio Masetti und Caberto Conelli mit den praktisch unveränderten Sechszylindern aus dem Vorjahr von ca. 150 PS Leistung begnügen.
Ettore Bugatti dagegen sperrte sich nach wie vor vehement gegen die Motorenaufladung, die seiner Meinung nach zu Lasten der Standfestigkeit ging. Mit nur etwa 90 PS Leistung seines Reihenachtzylinders war der Bugatti Type 35 daher gegenüber den Konkurrenten klar im Nachteil. Allerdings stand bei Bugatti der nun anlaufende Verkauf dieses ersten frei erhältlichen Grand-Prix-Wagens an Privatfahrer im Vordergrund, wofür Tugenden wie einfaches Handling, gutmütiges Fahrverhalten und leichte Wartbarkeit deutlich wichtiger waren. So war man dort an einer ernsthaften Beteiligung in der Weltmeisterschaft gar nicht interessiert und mit Siegen im Premio Reale di Roma durch Carlo Masetti und in der prestigeträchtigen Targa Florio mit Bartolomeo Costantini mehr als zufrieden. Neben diesen beiden griffen im Verlauf der Saison auch wieder die beiden Brüder Pierre und Ferdinand de Vizcaya sowie Giulio Foresti und Altmeister Jules Goux bei Grand-Prix-Rennen für das elsässische Werk ans Steuer.
Unter den übrigen Modellen sind noch der Diatto, der erste von den Gebrüdern Maserati entwickelte Grand-Prix-Wagen – ebenfalls mit kompressorgeladenem Reihenachtzylinder von 130 PS – die Konstruktion von Albert Guyot, der die alten Rolland-Pilain-Chassis nun mit einem kompressorgeladenen Sechszylinder-Schiebermotor nach den Patenten von Burt-McCollum von 125 PS ausrüstete und der Eigenbau Eldridge Special von Ernest Eldridge zu erwähnen, denen jedoch bestenfalls Außenseiterrollen zukommen konnten und die auch nur an einzelnen Rennen teilnahmen. Aus den gleichen Gründen kamen auch die amerikanischen Duesenberg und Miller nicht für den WM-Sieg in Frage, deren Konstruktionen vor allem an die dort populären Ovalkurse angepasst waren.
So spielte der Indianapolis-Sieg von Duesenberg (mit Peter DePaolo und Norman Batten) vor Miller (Dave Lewis und Bennett Hill) für den Ausgang der Weltmeisterschaft nur eine untergeordnete Rolle. Ganz anders der nachfolgende Große Preis von Belgien, der in diesem Jahr zum ersten Mal ausgetragen wurde und gleichzeitig in dieser Saison auch zum Großen Preis von Europa erkoren worden war. Nach dem Rückzug von Sunbeam und Bugatti, deren Wagen angeblich nicht rennbereit waren, blieben mit Alfa Romeo und Delage immerhin noch die beiden Hauptkonkurrenten mit insgesamt sieben Wagen übrig. Von den vier Delages war allerdings nur das Auto von Divo schon mit Kompressor ausgerüstet und das Rennen wurde aufgrund der geringen Standfestigkeit der Delages bald zu einer recht monotonen Angelegenheit. Kurz nach der Halbzeit waren nur noch die beiden Alfas von Ascari und Campari im Rennen, die dann auch in dieser Reihenfolge durchs Ziel gingen.
Ein ganzes Stück dramatischer, allerdings auch mit tragischem Ausgang, verlief der französische Grand Prix, der zum ersten Mal in seiner Geschichte auch auf einer „künstlichen“ Rennbahn von Linas-Montlhéry ausgetragen wurde. Neben den Kontrahenten aus Spa-Francorchamps waren hier jetzt auch die Teams von Sunbeam und Bugatti mit am Start, insgesamt 14 Wagen. Gleich zu Beginn gingen zwar zunächst auch wieder zwei Alfa Romeos in Front, doch ließ sich Delage-Fahrer Benoist nicht abschütteln, bis dann der in Führung liegende Ascari mit seinem Alfa Romeo auf regennasser Fahrbahn tödlich verunglückte. Die Mailänder Mannschaft zog daraufhin ihre verbleibenden Wagen umgehend aus dem Rennen zurück, in dem schließlich der abwechselnd von Benoist und Divo gesteuerte Delage vor den Teamkollegen Wagner und Torchy auf Platz 2 und dem Sunbeam von Masetti auf dem dritten Platz über die Ziellinie fuhr. Dahinter kam auf den Rängen vier bis acht auch noch das gesamte Bugatti-Team in die Wertung, wenn auch mit größeren Abständen zwischen 14 und 55 Minuten.
Mit je einem Sieg und einem Ausfall lagen damit Alfa Romeo und Delage in der WM-Wertung nun punktgleich an der Spitze, aber vor dem alles entscheidenden italienischen Grand Prix ging das französische Team einer direkten Konfrontation aus dem Weg und gab dem sicheren Sieg im Rennen von San Sebastián den Vorzug vor einer drohenden Niederlage gegen Alfa Romeo bei deren Heimrennen in Monza. Da auch Sunbeam nicht gemeldet hatte und Bugatti lediglich mit 1,5-Liter-Versionen ihrer Wagen in der gleichzeitig ausgetragenen Voiturette-Klasse antrat, schien der Sieg für Alfa Romeo – und damit der Titelgewinn – kaum mehr in Frage gestellt. Immerhin waren unter den insgesamt 16 Teilnehmern mit Tommy Milton und Peter Kreis zwei Fahrer für Duesenberg mit am Start, die nach dem Indianapolis-Sieg auch noch theoretische Titelchancen besaßen und die mit ihren leistungsstarken Rennwagen im Rennen erstaunlich gut mit den Alfa Romeo mithalten konnten. Von technischen Problemen zurückgeworfen beendete Milton das Rennen schließlich als Vierter, während an der Spitze Alfa Romeo mit Brilli-Peri und dem von Campari an Giovanni Minozzi übergebenen zweiten Auto einen Doppelsieg vor dem beständigen Bugatti-Fahrer Costantini erringen konnte.
Damit wurde Alfa Romeo zum ersten Weltmeister der Automobilgeschichte. Zur Erinnerung daran wurde das Markenemblem bis in die 1980er Jahre von einem Lorbeerkranz umgeben.

## Rennkalender

### Grandes Épreuves
|   | Datum  | Rennen                                             | Strecke                      | Sieger                                | Statistik |
| - | ------ | -------------------------------------------------- | ---------------------------- | ------------------------------------- | --------- |
| 1 | 30.05. | Indianapolis 500                                   | Indianapolis Motor Speedway  | Peter DePaolo (Duesenberg)            | Statistik |
| 2 | 28.06. | Großer Preis von Belgien (Großer Preis von Europa) | Circuit de Spa-Francorchamps | Antonio Ascari (Alfa Romeo)           | Statistik |
| 3 | 26.07. | Großer Preis des ACF                               | Autodrome de Linas-Montlhéry | Robert Benoist / Albert Divo (Delage) | Statistik |
| 4 | 06.09. | Großer Preis von Italien                           | Autodromo di Monza           | Gastone Brilli-Peri (Alfa Romeo)      | Statistik |

### Weitere Rennen
| Datum  | Rennen                        | Strecke                       | Sieger                             | Statistik |
| ------ | ----------------------------- | ----------------------------- | ---------------------------------- | --------- |
| 22.02. | Premio Reale di Roma          | Circuito di Monte Mario       | Carlo Masetti (Bugatti)            | Statistik |
| 08.03. | Trophée de Provence           | Circuit de Miramas            | Henry Segrave (Talbot)             |           |
| 18.04. | Gran Premio di Tripoli        | Tripolis                      | Renato Balestrero (OM)             | Statistik |
| 03.05. | Coppa Florio                  | Medio circuito delle Madonie  | André Boillot (Peugeot)            |           |
| 03.05. | Targa Florio                  | Medio circuito delle Madonie  | Bartolomeo Costantini (Bugatti)    | Statistik |
| 17.05. | Solitude-Rennen               | Solitude-Rennstrecke          | Otto Merz (Mercedes)               |           |
| 21.05. | Circuito del Savio            | Ravenna                       | Emilio Materassi (Itala)           |           |
| 24.05. | Coppa di Perugia              | Perugia                       | Gastone Brilli-Peri (Ballot)       |           |
| 31.05. | Circuito stradale del Mugello | Circuito stradale del Mugello | Emilio Materassi (Itala)           |           |
| 21.06. | Coppa Acerbo                  | Circuito di Pescara           | Guido Ginaldi (Alfa Romeo)         | Statistik |
| 05.07. | Coppa Vinci                   | Messina                       | Renato Balestrero (OM)             |           |
| 02.08. | Grand Prix de la Marne        | Circuit de Beine-Nauroy       | Pierre Clause (Bignan)             |           |
| 16.08. | Coppa Montenero               | Circuito di Montenero         | Emilio Materassi (Itala)           |           |
| 06.09. | Grand Prix du Comminges       | Circuit du Comminges          | „Goury“ (Bignan)                   |           |
| 19.09. | Gran Premio de San Sebastián  | Circuito Lasarte              | Albert Divo / André Morel (Delage) | Statistik |
| 18.10. | Circuito del Garda            | Salò                          | Aymo Maggi (Bugatti)               |           |
| 22.11. | Circuito di Belfiore          | Carrara                       | Renato Balestrero (OM)             |           |

## Verweise